# 시그리드 운세트
시그리드 운세트(Sigrid Undset, 1882년 5월 20일 ~ 1949년 6월 10일)는 노르웨이의 소설가이다. 덴마크에서 출생하였으며, 정부로부터 장학금을 받아 로마로 유학하였다. 이 때부터 창작 활동을 시작하였으며, 그의 작품은 주로 중세기 노르웨이에서 소재를 얻었다. 또한 사회와 여성 문제를 취급하였는데, 특히 연애·결혼 문제를 다루었다. 1928년 노벨 문학상을 받았다. 작품으로 《십자가》, 《크리스틴 라브란스다터》, 《예니》, 《주부》 등이 있다.

## 같이 보기
- 여자 노벨상 수상자 목록